# Кальчук Іван Сергійович
Іван Сергійович Кальчук (рос. Иван Серге́евич Кальчук; нар. 8 травня 1991, Хабаровськ, РРФСР) — російський футболіст, захисник.

## Життєпис
Дорослу футбольну кар'єру розпочав 2007 року в «СКА-Енергія-2» (Хабаровськ), який виступав в аматорському чемпіонаті Росії. У 2012 році переведений до першої команди клубу, у футболці якої дебютував 15 травня 2012 року в нічийному (1:1) домашньому поєдинку 9-го туру ФНЛ проти владимирського «Торпедо». Іван вийшов на поле на 76-й хвилині, замінивши Антона Кисельова. У сезоні 2012/13 років виступав в оренді за мурманську «Північ» у Другому дивізіоні (8 матчів). Потім повернувся в «Ска-Енергію», але через відсутність стабільної ігрової практики напередодні старту другої половину сезону 2013/14 років відправився в оренду до «Якутії». У футболці якутського клубу дебютував 23 квітня 2014 року в переможному (2:1) виїзному поєдинку 21-го туру зони «Схід» Другого дивізіону проти новосибірської «Сибірі-2». Кальчук вийшов на поле на 59-й хвилині, замінивши Андрія Омельчака, а на 80-й хвилині отримав жовту картку. У складі «Сибіру» зіграв 4 матчі в Другому дивізіоні, після чого повернувся в «СКА-Хабаровськ». По завершенні сезону 2014/15 років закінчив кар'єру професіонального футболіста.